# Andrena nitidilabris
Andrena nitidilabris är en biart som beskrevs av Pérez 1895. Andrena nitidilabris ingår i släktet sandbin, och familjen grävbin. Inga underarter finns listade i Catalogue of Life.